# 白毓昆

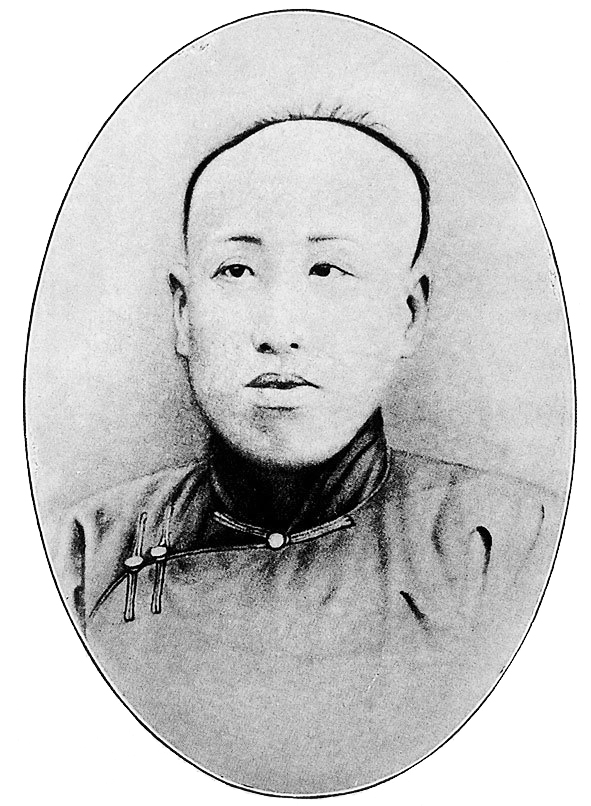

白毓昆（1868年4月17日—1912年1月7日）字雅雨，江苏南通人。中国地理学家，民主革命家。

## 生平
清同治七年三月二十五日（1868年4月17日）白毓昆生于江苏南通小保家巷。1886年补县学生，后来进入江阴南菁书院。1899年5月，入上海南洋公学师范院学习，并且担任外院教习。后来先后在上海澄衷学校、天津北洋女子师范学堂、北洋法政学堂等校任教。 1909年9月27日，张相文、白毓昆等共同创办中国地学会，白毓昆负责该会的《地学杂志》的编辑出版工作。
1911年10月辛亥革命爆发后，白毓昆先后组织了天津“红十字会”、“共和会”，并参加创办了北方革命协会。1911年12月31日，白毓昆赴滦州参与组织滦州起义，成立北方革命军政府，并任参谋长。1912年1月5日，滦州起义失败，白毓昆被清朝通永镇总兵王怀庆俘虏，1月7日在通州古冶遭到杀害。
1912年9月，白毓昆被中华民国政府追授陆军上将。